# Krškany
Krškany (in ungherese Kereskény) è un comune della Slovacchia facente parte del distretto di Levice, nella regione di Nitra.